# Leucauge beata
Leucauge beata este o specie de păianjeni din genul Leucauge, familia Tetragnathidae. A fost descrisă pentru prima dată de Pocock, 1901. Conform Catalogue of Life specia Leucauge beata nu are subspecii cunoscute.